# Бакшанда
Бакшанда (тат. Бакшанды) — деревня в Сабинском районе Татарстана. Входит в Мичанское сельское поселение.

## География
Расположено на реке Малая Мёша, в 18 км к северо-западу от посёлка городского типа Богатые Сабы.

## Название
Происходит с чувашского языка «Пакшанти — Бельчья».

## История
Основана в XVI веке. В XVIII — первой половине XIX века жители относились к категории государственных крестьян. Занимались земледелием, разведением скота, шерстобитным, валяльным и портняжным промыслами.
В «Списке населенных мест по сведениям 1859 года», изданном в 1866 году, населённый пункт упомянут как казённая деревня Бакшанда 1-го стана Мамадышского уезда Казанской губернии. Располагалась при речке Мичейке, по правую сторону почтового тракта из Мамадыша в Казань, в 100 верстах от уездного города Мамадыша и в 40 верстах от становой квартиры во владельческом селе Кукморе (Таишевский Завод). В деревне, в 20 дворах жили 150 человек (79 мужчин и 71 женщина), была мечеть.
В начале XX века в деревне функционировали мечеть (закрыта в 1930-е гг.), мелочная лавка. В этот период земельный надел сельской общины составлял 392,4 десятины. В 1918 году здесь открылась школа, в 1930-е годы — клуб.
До 1920 года деревня входила в Ново-Чурилинскую волость Мамадышского уезда Казанской губернии. С 1920 года в составе Мамадышского, с 1922 — Арского кантонов Татарской АССР. С 10 августа 1930 в Сабинском, с 19 февраля 1944 в Чурилинском, с 14 мая 1956 в Сабинском районах.
В 1931 году в деревне был организован колхоз, с 1993 года в составе коллективного предприятия «Кренни» (центральная усадьба — село Кренни), с 2000 года — коллективного предприятия им. Тукая (центральная усадьба — село Старый Мичан), с 2008 года — отделения «Мичэн» общества с ограниченной ответственностью «Саба».

## Население
| 1859 | 1897 | 1908 | 1920 | 1926 | 1938 | 1970 | 1979 | 1989 | 2002 | 2010 | 2020 |
| ---- | ---- | ---- | ---- | ---- | ---- | ---- | ---- | ---- | ---- | ---- | ---- |
| 150  | 289  | 343  | 359  | 290  | 256  | 155  | 82   | 44   | 19   | 16   | 11   |

Национальный состав села — татары.